# Светлишников, Павел Семёнович
Павел Семёнович Светлишников (1884 — после 1920) — русский офицер, герой Первой мировой войны, участник Белого движения.

## Биография
Сын коллежского асессора. Уроженец Полтавской губернии. Общее образование получил дома.
В 1906 году окончил Санкт-Петербургское пехотное юнкерское училище, откуда выпущен был подпоручиком в 280-й пехотный резервный Балаклавский полк. 29 ноября того же года переведен в 212-й пехотный резервный Бахчисарайский полк, а 17 июля 1910 года — в 50-й пехотный Белостокский полк. Произведен в поручики 20 октября 1909 года, в штабс-капитаны — 25 ноября 1913 года.
В Первую мировую войну вступил в рядах 50-го пехотного Белостокского полка. Произведен в капитаны 18 ноября 1915 года «за отличия в делах против неприятеля». Удостоен ордена Св. Георгия 4-й степени
За то, что в бою в ночь с 21 на 22 июля 1916 года, при форсировании нашими войсками переправы через р. Серет у д. Ратышче, командуя 1-м батальоном названного полка, под губительным артиллерийским, ружейным и пулеметным огнем переправился с батальоном на правый берег названной реки и, преодолев проволочные заграждения противника, бросился в атаку на его окопы, воодушевляя нижних чинов примером личного выдающегося самоотвержения, выбив врага из первой линии и обратив его в бегство, ворвался во вторую линию окопов на высоте «395» и, овладев этой высотой, закрепил ее за собою, чем много способствовал успешному выполнению общей задачи полка.
В Гражданскую войну участвовал в Белом движении в составе Вооруженных сил Юга России и Русской армии, полковник. В ноябре 1920 года эвакуировался из Крыма, а 11 декабря 1920 года был перевезен из лагеря «Селемие» в Катарро. Дальнейшая судьба неизвестна.

## Награды
- Орден Святой Анны 4-й ст. с надписью «за храбрость» (ВП 1.06.1916)
- Орден Святого Георгия 4-й ст. (ВП 11.12.1916)